# Automeris argus
Automeris argus é uma espécie de mariposa do gênero Automeris, da família Saturniidae.